# Sherdog
Sherdog es un sitio web estadounidense dedicada a las artes marciales mixtas (MMA). El sitio es miembro de la red Crave Online y ofrece contenido relacionado con MMA para ESPN.com.

## Historia
Sherdog fue creada por el fotógrafo Jeff Sherwood (apodado «Sherdog») en 1997, y más tarde se perfeccionó con la ayuda de Garrett Poe. Sherdog se caracteriza por ofrecer noticias de MMA, los registros individuales de los combatientes, reseñas y vistas previas de eventos del deporte, entrevistas con combatientes y árbitros, foros de usuarios, tener rankings de las divisiones, de libra por libra y programas de radio.
El sitio web también tiene una sección de XenForo compuesta por miles de miembros de todo el mundo.
El sitio alberga transmisiones en directo de eventos de artes marciales mixtas de organizaciones como Palace Fighting Championships, Wargods y M-1 Global.